# Estadio Skënderbeu
El Estadio Skënderbeu (en albanés: Stadiumi Skënderbeu) es un estadio multiusos de la ciudad de Korçë, Albania. Fue inaugurado en 1957 y posee una capacidad para 12 000 espectadores sentados. Es propiedad del equipo local KF Skënderbeu Korçë campeón las últimas cuatro temporadas de la Kategoria Superiore, la primera división del fútbol albanés. 
El estadio ha sido sometido a varias renovaciones, la última de ellas en los años 2010-2011. Con posterioridad a estas obras el estadio acogió su primer partido internacional el 13 de julio de 2011, encuentro de la fase previa de la Liga de Campeones de la UEFA 2011-12 en el cual el KF Skënderbeu Korçë se enfrentó al campeón de Chipre, el APOEL Nicosia.